# Atlético Pachuca
El Atlético Pachuca es un equipo de fútbol mexicano que juega en la Serie B de la Segunda División. Tiene como sede Atitalaquia, Hidalgo.

## Historia
El Atlético Pachuca fue fundado el 31 de marzo de 2021 como una iniciativa del Ayuntamiento de Pachuca integrada dentro de los programas sociales dirigidos a la juventud del municipio. Desde su primera temporada el equipo fue inscrito en la Tercera División. El equipo consiguió clasificar a la liguilla en sus primeras dos temporadas, aunque en ambas ocasiones fue eliminado en la primera ronda eliminatoria.
En agosto de 2022 el club contrató al exfutbolista Fausto Pinto como su director técnico, por lo que se incrementaron las relaciones con el Club de Fútbol Pachuca, equipo principal de la ciudad, lo que influiría en el futuro del club.
En mayo de 2023 se aprobó una reforma en el fútbol mexicano que obligaría a que los clubes integrantes de la Liga MX contaran con un equipo Sub-23 en la Liga de Expansión MX, segunda categoría del balompié nacional a partir del 2024, lo que terminó por generarle un beneficio al Atlético Pachuca. Aunque finalmente esta reforma no se llevó a cabo.
En junio del mismo año se anunció que el Atlético Pachuca formaría parte de la Segunda División de México, debido a que tras una fusión se les otorgó la administración de la franquicia filial del Pachuca, de esta manera el equipo consiguió subir de categoría,  aunque jugando de manera oficial con el nombre, colores y escudo del equipo tuzo. Además, como parte del convenio el Atlético se convirtió en el equipo filial de los Tuzos, por lo que comenzó a recibir a jugadores juveniles formados en la cantera del equipo de la Liga MX para darles minutos de juego, por la parte contraria, los jugadores de esta escuadra podrían recibir oportunidades en el primer equipo del Pachuca. 
Tras el cambio de categoría del equipo la directiva del club consiguió un acuerdo con el Ayuntamiento de Atitalaquia, municipio localizado al sur del Estado de Hidalgo, por lo que el Atlético Pachuca cambió su sede al Estadio Municipal de esa localidad, abandonando la ciudad de Pachuca, aunque conservando el nombre para el equipo.
Por otro lado, la franquicia original del Atlético Pachuca se desvinculó del club y fue rentada a la Promotora Cuemanco de la Ciudad de México, que comenzó a utilizarla para que un equipo suyo jugara en la Tercera División utilizando como base el registro del equipo hidalguense en esa categoría.
En junio de 2025 el proyecto de este equipo finalizó para dar paso a una nueva escuadra filial de los Tuzos denominada Atlético Hidalgo, la cual dio continuidad a la función formadora de futbolistas que tenía el Atlético Pachuca.

## Estadio
Desde 2023 el Atlético Pachuca disputa sus partidos como local en el Estadio Municipal de Atitalaquia, localizado en dicho municipio, ubicado en el Estado de Hidalgo, tiene una capacidad aproximada para albergar a 3,000 espectadores.
Durante sus primeros dos años el equipo disputaba sus partidos como local en el Complejo Deportivo Revolución Mexicana de Pachuca.

## Temporadas
| Temporada     | División           | Posición                       |
| ------------- | ------------------ | ------------------------------ |
| 2021/22       | 5.Tercera División | 5.º Grupo VIII (Dieciseisavos) |
| 2022/23       | 5.Tercera División | 6.º Grupo VIII (Dieciseisavos) |
| 2023/24       | 4.Segunda Serie B  | 7.º (Reclasificación)          |
| Apertura 2024 | 4.Segunda Serie B  | 7.º (Cuartos)                  |
| Clausura 2025 | 4.Segunda Serie B  | 2.º (Final)                    |